# Cyrtanthus flavus
Cyrtanthus flavus är en amaryllisväxtart som beskrevs av Charles Reid Barnes. Cyrtanthus flavus ingår i släktet Cyrtanthus, och familjen amaryllisväxter. Inga underarter finns listade i Catalogue of Life.